# Gerd Theißen
Gerd Theißen (auch Gerd Theissen; * 24. April 1943 in Rheydt, heute Ortsteil von Mönchengladbach, Nordrhein-Westfalen, Deutschland) ist ein deutscher Theologe und emeritierter Professor für Neues Testament an der evangelisch-theologischen Fakultät der Universität Heidelberg.

## Leben
Theißen studierte an der Universität Bonn Evangelische Theologie und Germanistik. Er wurde mit Untersuchungen zum Hebräerbrief 1968 bei Philipp Vielhauer zum Dr. theol. im Fach Neues Testament promoviert. Seine Habilitation erfolgte 1972 in demselben Fach mit einer formgeschichtlichen Arbeit über urchristliche Wundergeschichten. Im selben Jahr begann er in Bonn seine Lehrtätigkeit als Privatdozent bis 1978 und übernahm die Stelle des Studieninspektors am Evangelisch-Theologischen Stift an der Universität Bonn. In Bonn war zudem von 1976 bis 1978 Lehrer am Gymnasium für die Fächer Deutsch und Religion. Darauf folgte er 1978 einem Ruf an die Universität Kopenhagen, wo er sich bis 1980 u. a. mit der skandinavischen Religionspsychologie der Uppsala-Schule beschäftigte. Von 1980 bis 2008 war er Professor für Neues Testament an der Universität Heidelberg. Er fand internationale Beachtung, und die meisten seiner Bücher wurden ins Englische übersetzt.
Sein Schwerpunkt liegt auf den Gebieten der Sozialgeschichte des Urchristentums, des historischen Jesus sowie in einer methodisch disziplinierten psychologischen Exegese. Er war einer der Ersten, die mit soziologischen Methoden das Neue Testament studierten. Daneben hat er verschiedene Predigtbände, eine Homiletik und eine Bibeldidaktik veröffentlicht. Von 2002 bis 2013 war er Mitherausgeber der Zeitschrift Evangelische Theologie.
Von 2007 bis September 2009 war Theißen Sekretar der Philosophisch-Historischen Klasse der Heidelberger Akademie der Wissenschaften. An der Heidelberger Akademie ist er der Vorsitzende der Wissenschaftlichen Kommission für den Nietzsche-Kommentar.

## Ehrungen
- 1993 erhielt er den Sexauer Gemeindepreis für Theologie.
- 2002 wurde ihm von der British Academy die Burkitt-Medaille für biblische Studien verliehen.[2]

## Familie
Gerd Theißens Vater Albert Theißen war Gymnasiallehrer für Mathematik, Physik und Sport. Seine Mutter Else Theißen geb. Finken war Fürsorgerin (Sozialarbeiterin). Sie starb im Jahr 1946, als ihr Mann in Kriegsgefangenschaft war, und hinterließ vier Kinder.
Theißen heiratete 1968 die Psychotherapeutin Christa Schaible, damals Assistentin am Bonner Psychologischen Seminar, mit der er zwei Kinder hat.

## Veröffentlichungen (Auswahl)
- Urchristliche Wundergeschichten. 1974; zugleich Theologische Dissertation 1972.
- Soziologie der Jesusbewegung. Soziologie der Jesusbewegung. Ein Beitrag zur Entstehungsgeschichte des Urchristentums. 1977; 7. Auflage. Chr. Kaiser, Gütersloh 1997, ISBN 3-579-05035-4.
- Studien zur Soziologie des Urchristentums (= WUNT. Band 19), 1979; 3. Auflage. Mohr, Tübingen 1989, ISBN 3-16-145448-0.
- Psychologische Aspekte paulinischer Theologie. 1983; 2. Auflage. Vandenhoeck & Ruprecht, Göttingen 1993, ISBN 3-525-53566-X.
- Biblischer Glaube in evolutionärer Sicht. Kaiser, München 1984, ISBN 3-459-01542-X.
- Der Schatten des Galiläers. Historische Jesusforschung in erzählender Form. 1986; 15. Auflage 2001. Sonderausgabe Gütersloher Verlagshaus, Gütersloh 2004, ISBN 978-3-579-06404-8.
- Lokalkolorit und Zeitgeschichte in den Evangelien. Ein Beitrag zur Geschichte der synoptischen Tradition. 2. Auflage. Vandenhoeck & Ruprecht, Göttingen 1992, ISBN 3-525-53522-8.
- Zeichensprache des Glaubens. Chancen der Predigt heute, Gütersloher Verlagshaus, Gütersloh 1994, ISBN 3-579-02068-4.
- Lebenszeichen. Predigten und Meditationen, Gütersloher Verlagshaus, Gütersloh 1998, ISBN 3-579-03079-5.
- Urchristliche Wundergeschichten. Ein Beitrag zur formgeschichtlichen Erforschung der synoptischen Evangelien. 7. Aufl. Gütersloher Verlagshaus, Gütersloh 1998, ISBN 3-579-04478-8.
- mit Annette Merz: Der historische Jesus. 3. Aufl. Vandenhoeck & Ruprecht, Göttingen 2001, ISBN 3-525-52198-7.
- Das Neue Testament. Beck’sche Reihe 2192. C.H. Beck Wissen. Beck, München 2002, ISBN 3-406-47992-8.
- Zur Bibel motivieren. Aufgaben, Inhalte und Methoden einer offenen Bibeldidaktik. Kaiser, Gütersloher Verlagshaus, Gütersloh 2003, ISBN 3-579-05393-0.
- Die Religion der ersten Christen. Eine Theorie des Urchristentums. (2000) 3. Aufl. Kaiser, Gütersloher Verlagshaus, Gütersloh 2003, ISBN 3-579-02623-2.
- Jesus als historische Gestalt. Beiträge zur Jesusforschung. (FRLANT 202), Vandenhoeck & Ruprecht, Göttingen 2003, ISBN 3-525-53886-3.
- Die Jesusbewegung: Sozialgeschichte einer Revolution der Werte. Gütersloher Verlagshaus, Gütersloh 2004, ISBN 3-579-06503-3.
- Evolution, S. 147–158. In: Im Anfang war (k)ein Gott, hrsg. von T. D. Wabbel, Patmos, Düsseldorf 2004.
- Die Entstehung des Neuen Testaments als literaturgeschichtliches Problem, Universitätsverlag Winter 2007, ISBN 3-8253-5323-0.
- Erleben und Verhalten der ersten Christen. Eine Psychologie des Urchristentums, Gütersloher Verlagshaus, Gütersloh 2007, ISBN 978-3-579-08014-7.
- Glaubenssätze: ein kritischer Katechismus. Gütersloher Verlagshaus, Gütersloh 2012, ISBN 978-3-579-08148-9.
- Polyphones Verstehen: Entwürfe zur Bibelhermeneutik. Lit, Berlin/Münster 2014, ISBN 978-3-643-12245-2.
- mit Petra von Gemünden: Der Römerbrief. Rechenschaft eines Reformators. Vandenhoeck und Ruprecht, Göttingen 2016, ISBN 978-3-525-51013-1.
- Hat Paulus die Botschaft Jesu verraten?  Vortrag im St. Anna Forum, Zürich, 28. November 2019. Text (PDF; 481 kB), Video des Vortrags (YouTube, 1:53:31 Std.)
- Beiträge zu einer polyphonen Bibelhermeneutik. Drei Bände. LIT, Berlin 2019–2022.
- Religionskritik als Religionsdiskurs. Plädoyer für einen postsäkularen Dialog (= Heidelberger akademische Bibliothek, Bd. 3). Kröner, Stuttgart 2020, ISBN 978-3-520-90003-6.
- Botschaft in Bildern. Entmythologisierung als theologische Wahrheitssuche (= Theologische Interventionen, Bd. 6). Kohlhammer, Stuttgart 2021, ISBN 978-3-17-040972-9.
- (mit Annette Merz): Wer war Jesus? Der erinnerte Jesus in historischer Sicht. Ein Lehrbuch (= UTB, Bd. 6108). Vandenhoeck & Ruprecht, Göttingen 2023, ISBN 978-3-8252-6108-5.
- Freigelassene der Schöpfung. Religiöse und rationale Motive in der biblischen Ethik (= Wissenschaftliche Untersuchungen zum Neuen Testament, Bd. 518). Mohr Siebeck, Tübingen 2024, ISBN 978-3-16-163822-0.
- Religionspsychologische Exegesen. Suche nach dem Sinn neutestamentlicher Texte (= Studien zur Umwelt des Neuen Testaments, Bd. 130). Vandenhoeck & Ruprecht, Göttingen 2024, ISBN 978-3-525-50078-1.

Festschriften
- Petra von Gemünden (Hrsg.): Jesus – Gestalt und Gestaltungen. Rezeptionen des Galiläers in Wissenschaft, Kirche und Gesellschaft. Festschrift für Gerd Theißen zum 70. Geburtstag. Vandenhoeck & Ruprecht, Göttingen 2013, ISBN 978-3-525-59362-2.
- Petra von Gemünden (Hrsg.): Resonanzen. Gerd Theißen zum 80. Geburtstag. Gütersloher Verlagshaus, Gütersloh 2023, ISBN 978-3-579-06228-0.